# Nowa Wieś Złotoryjska
Nowa Wieś Złotoryjska (niem. Neudorf (am Rennwege)) – wieś w Polsce położona w województwie dolnośląskim, w powiecie złotoryjskim, w gminie Złotoryja.
We wsi był przystanek kolejowy Nowa Wieś Złotoryjska.

## Podział administracyjny
W latach 1975–1998 miejscowość administracyjnie należała do województwa legnickiego.
Nowa Wieś Złotoryjska to sołectwo graniczące z następującymi obrębami ewidencyjnymi: Wojcieszyn w gminie Pielgrzymka, Łukaszów, Zagrodno i Uniejowice gmina Zagrodno, miasto Złotoryja stanowiące odrębną od gminy jednostkę samorządu terytorialnego, obręby Pyskowice, Wyskok i Jerzmanice-Zdrój z gminy Złotoryja. Powierzchnia ogólna obrębu ewidencyjnego wynosi 1014,54 ha i zamieszkuje go obecnie (III 2011 r.) 147 osób. Gęstość zaludnienia wynosi 14,49 osób/km².

## Położenie
Teren wsi przecinają drogi asfaltowe łączące miasta Złotoryję i Chojnów oraz Złotoryję i Bolesławiec przez Zagrodno. Nieco na północ, pomiędzy Złotoryją a Chojnowem, znajduje się autostrada A-4. Centrum administracyjnym i usługowym dla tego obszaru jest miasto Złotoryja, graniczące od południa z gruntami Nowej Wsi Złotoryjskiej.

## Demografia
W połowie XIX wieku, w wiosce było 45 domów i 268 mieszkańców. W roku 2006 zamieszkiwało ją 156 osób. Według Narodowego Spisu Powszechnego (III 2011 r.) było tu 147 mieszkańców. Jest piętnastą co do wielkości miejscowością gminy Złotoryja.

## Historia
Obecna nazwa wsi dość wiernie oddaje i nawiązuje do najdawniejszej. W 1245 r. wymieniona jest nova Australis jako własność biskupa wrocławskiego. Nie ma wątpliwości, że das nuve dorf of deme Rennewege z roku 1260 oraz z roku 1420 Newindorff to tereny obecnej wsi. Reneweg to wyścigowy tor konny. Wokół Złotoryi od dawna hodowano konie, a do ich ujeżdżania i wyścigów równinny teren wokół wsi doskonale się nadawał. Godnym odnotowania jest fakt, że w okresie wojen napoleońskich naczelny wódz przeniósł siedzibę dowodzenia do tej wioski. W połowie XIX wieku, w wiosce było 45 domów i 268 mieszkańców. Znajdowała się tu szkoła, gospoda i królewska placówka celna. Ewangelicy i katolicy uczęszczali do kościoła w Złotoryi. Obecnie (III 2011 r.) wieś zamieszkuje 147 mieszkańców. Ma ona doskonałe warunki do rozwoju rolnictwa. Zespół dworski oraz 7 domów mieszkalnych i mieszkalno-gospodarczych znajduje się w rejestrze zabytków.
Klasztor św. Wincentego zamienił w 1264 r. dziesięciny złotoryjskie na podobne w Modlikowicach, w 1348 r. uzyskał wpływy z komory celnej w Rokitnicy oraz posiadał dochody z Jerzmanic. Dziesięciny (szpitala) św. Ducha przejęła kapituła katedralna św. Jana, która w 1268 r. jak wynika z testamentu biskupa Tomasza I, pobierała je z 19 okolicznych wsi m.in. z Wilkowa, Jerzmanic, Pielgrzymki i Nowej Wsi Złotoryjskiej.
Również browarnictwo utrzymało swoją silną pozycję w gospodarce złotoryjskiej. Było ono bardzo dochodowe i w 1789 r. trudniło się nim lub miało swój udział aż 325 właścicieli domów. Piwo rozprowadzano po całym niemal okręgu – trafiało do Czartkowic, Kozowa, Rokitnicy, Wilkowa, Podgórnika i Nowej Wsi Złotoryjskiej oraz wszystkich folwarków.
Nowa Wieś Złotoryjska podlegała złotoryjskiemu urzędowi finansowemu. Pod koniec XVIII wieku, nad życiem duchowym mieszkańców wsi czuwał jeden pastor i diakon, a wieś należała do protestanckiej parafii.
W pierwszej dekadzie października 1939 r. do Złotoryi dotarły pierwsze transporty z polskimi jeńcami wojennymi. Polaków skierowano do pracy w gospodarstwach rolnych.
Po wojnie wieś weszła w obszar ziem odzyskanych, na której terenie wsi osiedlili się przesiedleńcy z Kresów Wschodnich.

## Współczesność
Z uwagi na bardzo dobrej klasy ziemie, Nowa Wieś Złotoryjska jest miejscowością typowo rolniczą, gdzie podstawowym zajęciem mieszkańców jest praca na roli. We wsi obecnie istnieje ponad 40 gospodarstw rolnych. W związku z tym rozwój wsi ściśle związany jest z gospodarką rolną. Wieś posiada Plan Urządzeniowo-Rolny i wytypowana została do programu unijnego Scalanie gruntów. Wieś jest malowniczo położona. Szczególnego uroku dodają jej licznie kwitnące drzewa w porze wiosennej. We wschodniej części wsi znajduje się piękna aleja dębowa, natomiast w zachodniej – park wiejski. We wsi zachowało się kilka obiektów zabytkowych.
W latach 2007–2012 wieś objęta została unijnym programem rozwoju obszarów wiejskich, w ramach którego odbyło się scalanie gruntów rolnych oraz inwestycję w infrastrukturę.

## Sport
W miejscowości działa zrzeszenie sportowe Ludowy Zespół Sportowy Huragan Nowa Wieś Złotoryjska, którym jest klub piłkarski LZS Huragan Nowa Wieś Złotoryjska. Zespół jest reaktywacją niegdyś istniejącej drużyny, po której odziedziczył nazwę. Oficjalna data założenia nowego klubu to 3 kwietnia 2005. Swoje mecze rozgrywa na stadionie o pojemności 50 miejsc, w tym: 20 miejsc siedzących (wymiary boiska: 90 × 55 m). Od chwili założenia zespół współzawodniczy w rozgrywkach B-klasy (od sezonu 2014/2015 w grupie: Legnica III). Największym osiągnięciem zespołu jest zajęcie 4. lokaty w sezonie 2007/2008 (22 mecze, 39 pkt, bilans: 12-3-7).